# ميمي شكيب
ميمي شكيب (25 ديسمبر 1913 - 20 مايو 1983)، ممثلة مصرية.

## عن حياتها
قدمت الكثير من الأفلام الأبيض والأسود وكذلك الأفلام الملونة. تزوجت من الفنان المصري سراج منير وهي أخت الممثلة المصرية زوزو شكيب وكانت الصحافة الفنية تطلق عليهما «الشكيبتان». ولدت ميمي شكيب في القاهرة. وكان بداية مشوارها الفني مع فرقة نجيب الريحاني حيث تتلمذت على يد نجيب الريحاني. وشاركت في العديد من مسرحيات الفرقة وكان من أشهرها مسرحية الدلوعة.
تميز أداء ميمي شكيب بالتنوع الكبير، فقدمت أدوار السيدة الأرستقراطية والغازية (أو الراقصة في الريف) وبنت البلد والعالمة (أو الراقصة في المدينة).

### المشوار السينمائي
بدأت مشوارها السينمائي في عام 1934 بدور صغير في فيلم «ابن الشعب» ثم فيلم «الحل الأخير» في العام التالي وتتالت بعد ذلك أدوارها. واستمرت في القيام بأدوارها التي اشتهرت بها في السينما حتي عام 1983 وكان آخر أفلامها طائر على الطريق وحدوتة مصرية ثم الذئاب عام 1983 حيث وافتها المنية.

### حياتها الشخصية
تم زفافها من الممثل سراج منير عام 1942، واستمر زواجهما قائما حتى رحل الفنان سراج منير عن الحياة عام 1957. وقد اعتبر هذا الزواج في وقته أحد أقوى الارتباطات الفنية حيث كان زواجا مبنيا على التفاهم والحب والاحترام في تلك الفترة وخاصة أنه استطاع التغلب على العديد من الصعاب التي واجهت الزوجين وأهم هذه الصعاب ما تردد بقوة عن المعاناة الكبيرة التي عاشها سراج منير لفترة طويلة محاولاّ إقناع أسرة ميمي شكيب التي كانت رافضة إتمام هذا الزواج بشدة وإن كنا لا ندري السبب وراء ذلك حتى الآن. ولم ترد أية أخبار عن زواج الفنانة ميمي شكيب بعد وفاة الفنان سراج منير طوال حياتها وحتى وفاتها بعده بحوالي عشرين سنة عام 1982. ومن أشهر الأفلام التي جمعت بينهما وكانا في معظمها يجسدان دور الحبيبين أو الزوجين، منها «الحل الأخير» عام 1937 و«بيومي أفندي» عام 1949 و«نشالة هانم» عام 1953 و«ابن ذوات» و«كلمة الحق» عام 1953.

## أعمالها

### من الأفلام
- بين القصرين
- حياة الظلام.
- الباشمقاول
- الملاك الأبيض
- ابن الشعب.
- الحل الأخير.
- تحيا الستات.
- شارع محمد علي.
- حنان.
- أحلاهم.
- كدب في كدب.
- القلب له واحد.
- سر أبي.
- قلوب دامية.
- بيومي أفندي.
- شاطئ الغرام.
- أخلاق للبيع.
- حبيب الروح.
- حميدو.
- دهب.
- حكم قراقوش.
- الحموات الفاتنات.
- إحنا التلامذة.
- دعاء الكروان.
- البحث عن فضيحة.
- نشالة هانم.
- المظاهر.
- نهارك سعيد.
- أنت حبيبي
- عهد الهوى.
- ماليش غيرك.
- كازينو اللطافة.
- صاحب بالين.
- أصحاب السعادة.
- من فات قديمة
- أخيرا تزوجت
- أحكام العرب
- جحا والسبع بنات
- كانت أيام
- 30 يوم في السجن

## الجوائز والتكريم
كان دورها في دعاء الكروان من أهم ما قدمت للسينما، حيث نالت عنه جائزة أفضل ممثلة لدور ثان.

## روابط خارجية
- ميمي شكيب على موقع IMDb (الإنجليزية)
- ميمي شكيب على موقع الدهليز
- ميمي شكيب على موقع قاعدة بيانات الأفلام العربية
- ميمي شكيب على موقع ألو سيني (الفرنسية)
- ميمي شكيب على موقع قاعدة بيانات الفيلم (الإنجليزية)
- ميمي شكيب على موقع كينوبويسك (الروسية)